# Grodziski (huyện của Mazowieckie)
Grodziski là một huyện thuộc tỉnh Mazowieckie của Ba Lan. Huyện có diện tích 367 km². Đến ngày 1 tháng 1 năm 2011, dân số của huyện là 83268 người và mật độ 227 người/km².